# 威廉·亨廷顿·罗素

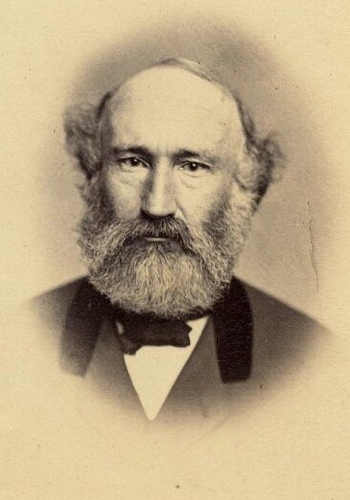
威廉·亨廷顿·罗素

威廉·亨廷顿·罗素（1809年8月12日 – 1885年5月19日）是一位美国商人、教育家和政治家。他與他人共同创立了耶鲁大学秘密社团骷髅会。  :82他支持废奴，也是约翰·布朗的朋友。1846年至1847年，罗素以辉格党的身份在康涅狄格州议会任职。1854年密苏里妥协協議被废除后，他积极参与推动共和党成立。 